# Transua
Transua est une ville de la Côte d'Ivoire, dans le district du Zanzan (région du Gontougo, département de Transua). La localité de Transua est un chef-lieu de commune et le chef-lieu du département de Transua.